# Saint-Martial (Gironda)
 Saint-Martial  (en occitano Sent Marçau) es una población y comuna francesa, situada en la región de Aquitania, departamento de Gironda, en el distrito de Langon y cantón de Saint-Macaire.

## Demografía
| 255 | 246 | 194 | 164 | 167 | 170 |
| Para los censos de 1962 a 1999 la población legal corresponde a la población sin duplicidades (Fuente: INSEE [Consultar]) |     |     |     |     |     |